# Norrent-Fontes
Norrent-Fontes är en kommun i departementet Pas-de-Calais i regionen Hauts-de-France i norra Frankrike. Kommunen ligger i kantonen Norrent-Fontes som tillhör arrondissementet Béthune. År 2022 hade Norrent-Fontes 1 372 invånare.

## Befolkningsutveckling
Antalet invånare i kommunen Norrent-Fontes
| Referens: INSEE |